# Лапсекі (ільче)
40°21′10″ пн. ш. 26°42′24″ сх. д. / 40.352777777778° пн. ш. 26.706666666667° сх. д.
Лапсекі (тур. Lapseki) — ільче (округ) у складі ілу Чанаккале на заході Туреччини. Адміністративний центр — місто Лапсекі.

## Склад
До складу ільче (округу) входить 3 буджаки (райони) та 43 населених пункти (3 міста та 40 сіл):
| Поселення | Площа, км² | Населення, осіб (2011) | Центр     | Населені пункти |
| --------- | ---------- | ---------------------- | --------- | --------------- |
| Бейчайири | -          | 20122                  | Бейчайири | 24              |
| Лапсекі   | -          | 1875                   | Лапсекі   | 10              |
| Умурбей   | -          | 3955                   | Умурбей   | 9               |

### Найбільші населені пункти
| №  | Населений пункт | Населення, осіб (2011) |
| -- | --------------- | ---------------------- |
| 1  | Лапсекі         | 10 737                 |
| 2  | Чардак          | 3 144                  |
| 3  | Умурбей         | 2 671                  |
| 4  | Адатепе         | 1 140                  |
| 5  | Єніджекьой      | 712                    |
| 6  | Шахінлі         | 469                    |
| 7  | Дішбудак        | 450                    |
| 8  | Гюреджі         | 411                    |
| 9  | Шевкетіє        | 362                    |
| 10 | Кангирли        | 356                    |